# Pediocactus despainii
Pediocactus despainii är en kaktusväxtart som beskrevs av Stanley Larson Welsh och Sherel Goodrich. Pediocactus despainii ingår i släktet Pediocactus och familjen kaktusväxter. Inga underarter finns listade i Catalogue of Life.

## Bildgalleri

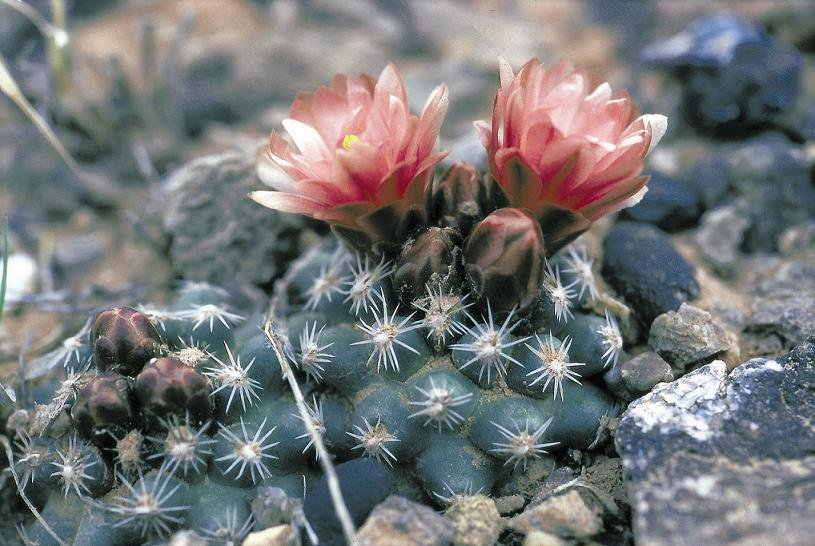
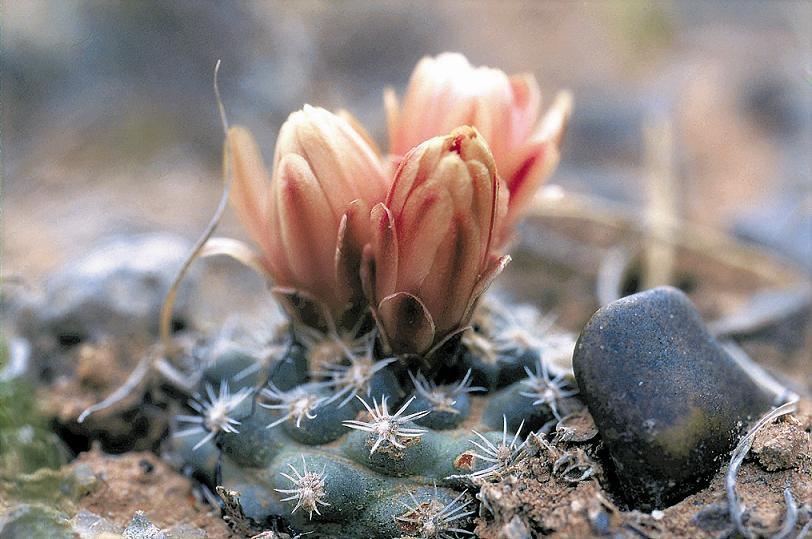
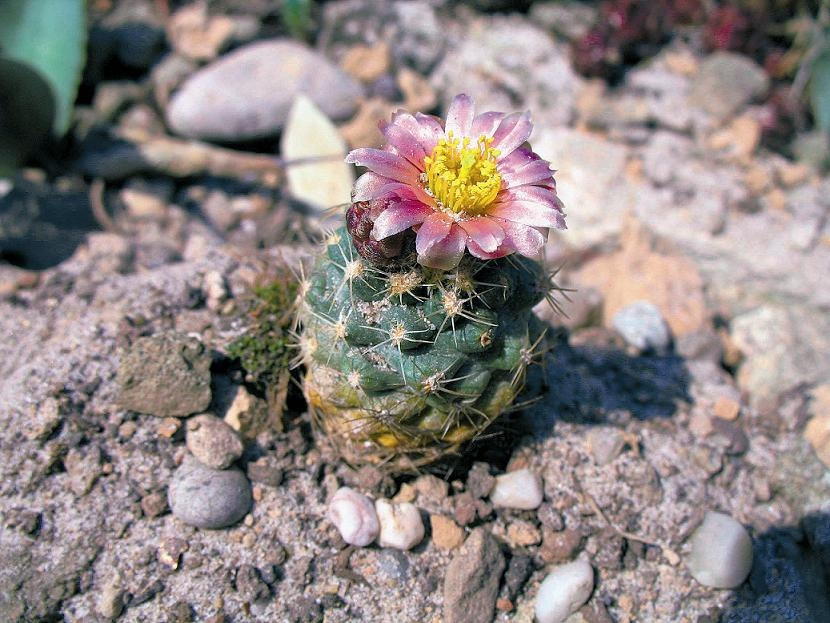
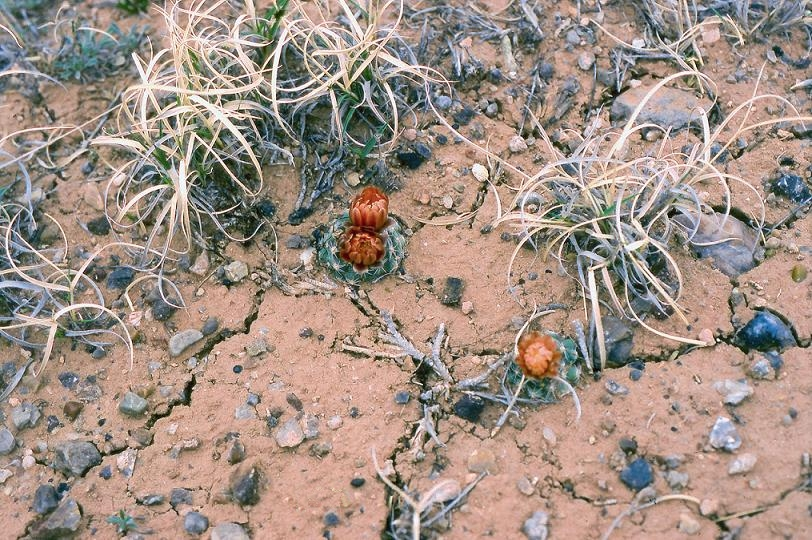
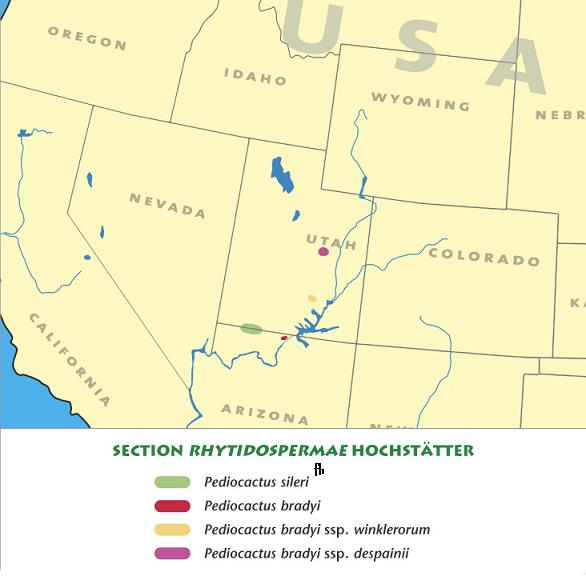
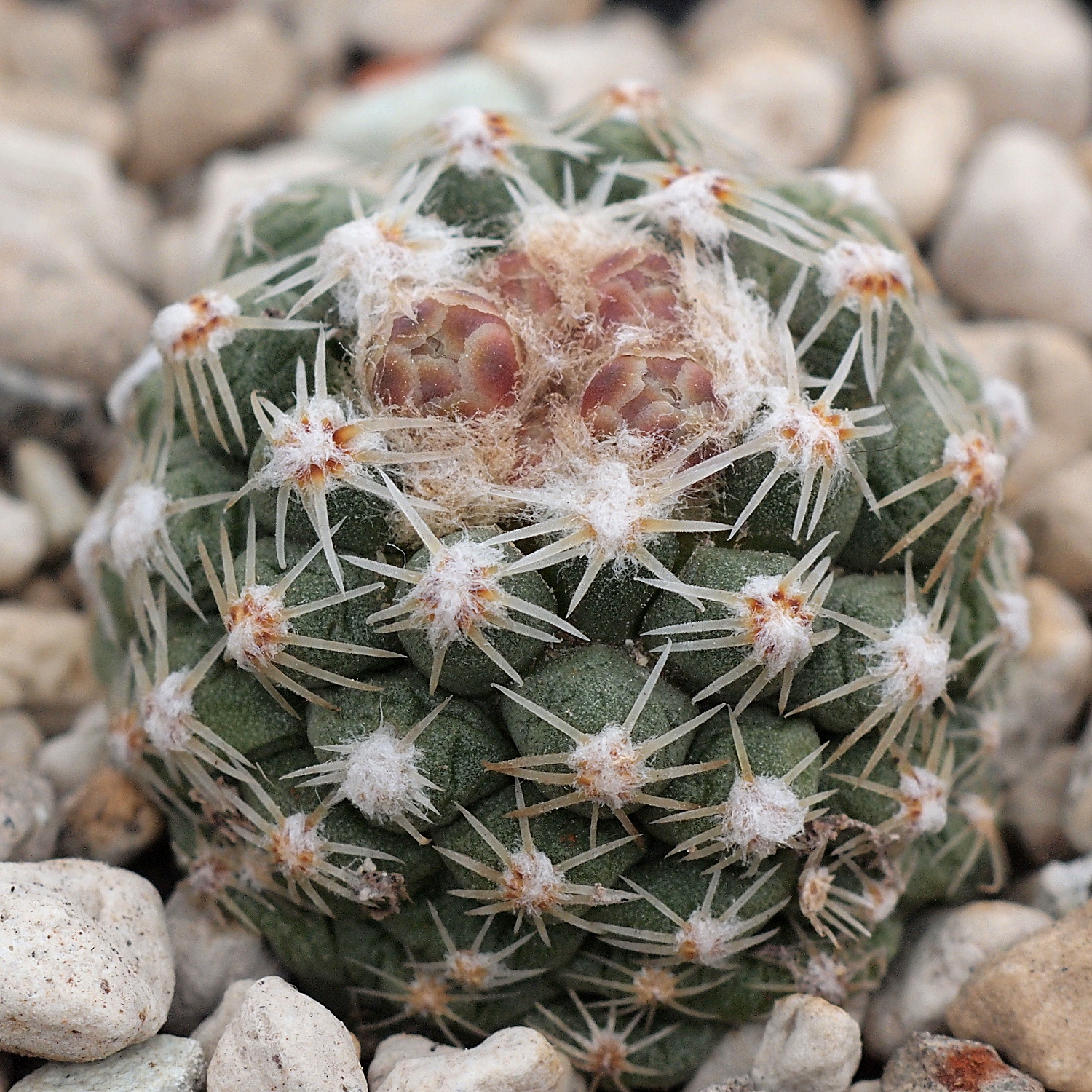